# Lorraine Daston

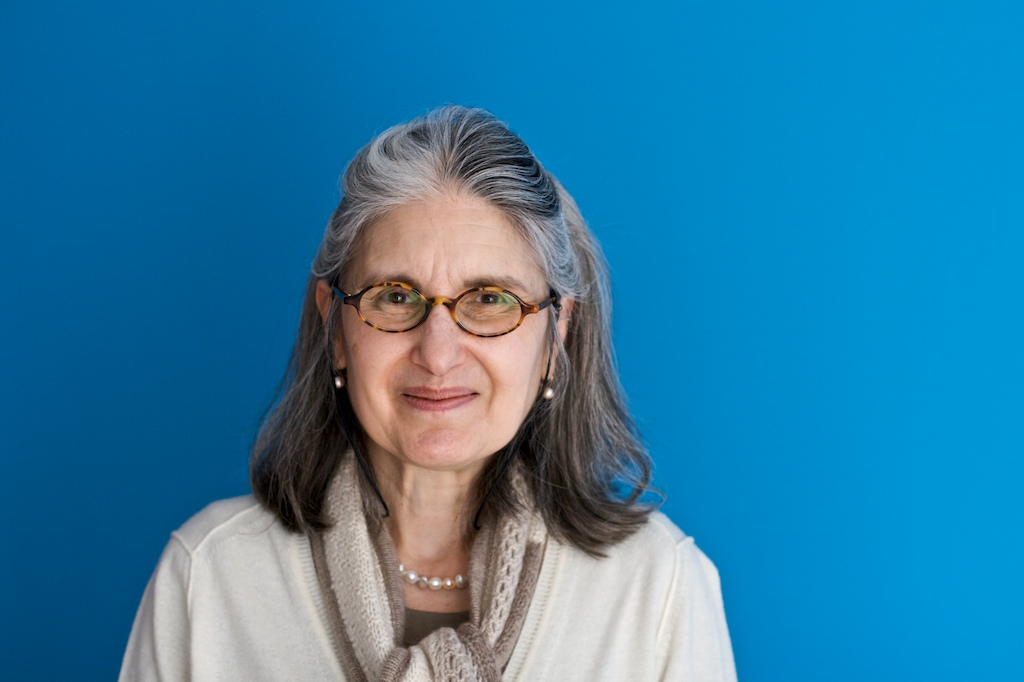
Lorraine Daston, Februar 2009

Lorraine Jennifer Daston (* 9. Juni 1951 in East Lansing, Michigan, teilweise auch abgekürzt als Raine Daston) ist eine US-amerikanische Wissenschaftshistorikerin und Direktorin am Max-Planck-Institut für Wissenschaftsgeschichte in Berlin. Im Juni 2019 wurde sie emeritiert.

## Wirken
Daston promovierte 1979 an der Harvard University und hat seitdem an den Universitäten Harvard, Princeton, Brandeis und Göttingen gelehrt. Seit 1995 ist sie am Max-Planck-Institut für Wissenschaftsgeschichte tätig. Weiterhin ist sie Gastprofessorin im Committee on Social Thought an der University of Chicago und Honorarprofessorin für Wissenschaftsgeschichte an der Humboldt-Universität zu Berlin. Sie war außerdem Gastprofessorin in Paris und Wien und hielt die Isaiah Berlin Lectures an der Universität Oxford (1999), die West Lectures an der Stanford University (2005) und die Tanner Lectures an der Harvard University (2002). Sie ist Fellow der American Academy of Arts and Sciences (seit 1993) und Mitglied der Berlin-Brandenburgischen Akademie der Wissenschaften und seit 2002 der Deutschen Akademie der Naturforscher Leopoldina.
Daston erhielt 2020 den renommierten Gerda-Henkel-Preis. In der Erklärung der Gerda-Henkel-Stiftung hieß es, dass sie mit ihren innovativen Forschungen das Fach Wissenschaftsgeschichte und auch die Geisteswissenschaften nachhaltig geprägt habe. Seit 2021 gehört sie der Jury für den mit 500.000 Euro dotierten Wissenschaftspreis Einstein Foundation Award der Berliner Einstein-Stiftung an.
Arbeitsgebiete
Innerhalb der Wissenschaftsgeschichte liegt Dastons Schwerpunkt auf Idealen und Praktiken der Rationalität. Ihre Arbeit fokussiert auf epistemologische und ontologische Kategorien (u. a. „wissenschaftliches Objekt“, „Objektivität“, „Demonstration“ und „Beobachtung“), die wissenschaftliche Untersuchungen und ihre Standards formen. Lorraine Daston hat zu einer Vielzahl an Themen der Wissenschaftsgeschichte publiziert, z. B. zur Geschichte der Wahrscheinlichkeit und Statistik, zum Problem der Wunder in den frühen modernen Wissenschaften, zur Entstehung einer wissenschaftlichen Tatsache, zu wissenschaftlichen Modellen, zu wissenschaftlichen Untersuchungsobjekten, zur moralischen Autorität der Natur und zur Geschichte der wissenschaftlichen Objektivität.
Stellungnahmen im Interview
Zur Vorläufigkeit des aus wissenschaftlicher Forschung abgeleiteten, vermeintlich objektiven Wissens in der  Corona-Krise befragt, betont Daston, es gehe in der Wissenschaft um „das Ideal einer Verfahrensobjektivität, nicht darum, zeitlose Wahrheiten zu produzieren.“ Objektivität sei gleichsam „eine Prozedur zur Eliminierung von Fehlerquellen“. Die Subjektivität der Forschenden solle, wo dies möglich ist, ausgeblendet werden. „Das Wissen, das Wissenschaft produziert, ist indes niemals absolut, immer vorläufig und prinzipiell revidierbar.“ Gebraucht werde „ein dynamisches Wahrheitsmodell“. Denn in der empirischen Wirklichkeit habe man es nicht mit der Polarität von wahr und falsch zu tun, sondern mit einem Spektrum von Wahrscheinlichkeiten.
Beliebig relativierbar seien aber die so gewonnenen Erkenntnisse nicht. Auch wenn Kritik und Debatte einen zentralen demokratischen Wert darstellten, brauchten Gesellschaften „einen Konsens über Kernfragen“. Fehle dieser Minimalkonsens, werde es für Demokratien gefährlich. Wissenschaftlichen Dissens in die Öffentlichkeit zu tragen, sei als sinnvoller Anstoß für einen Lernprozess gleichwohl richtig; lediglich relativ sichere Ergebnisse zu publizieren, vermittle der Öffentlichkeit den falschen Eindruck einer immer schon fertigen Wissenschaft, statt deren Funktionsweise zu verdeutlichen.
Aktuell im Fluss sieht Daston „im Zeitalter von Big Data“ auch die überkommene Trennung von Natur- und Geisteswissenschaften, da viele neuere Forschungskonzepte quer dazu verliefen, etwa hinsichtlich der Kooperation von wissenschaftlichen Disziplinen wie Literatur- und Computerwissenschaft oder Klimaforschung und Geschichtswissenschaft.

## Privatleben
Lorraine Daston ist mit dem Psychologen Gerd Gigerenzer verheiratet.

## Auszeichnungen
- 2009: Pour le Mérite[6]
- 2010: Großes Bundesverdienstkreuz mit Stern[7]
- 2010: Korrespondierendes Mitglied der British Academy[8]
- 2012: George-Sarton-Medaille der History of Science Society (HSS)[9]
- 2012: Friedrich Wilhelm Joseph von Schelling-Preis der Bayerischen Akademie der Wissenschaften[10]
- 2014: Lichtenberg-Medaille
- 2014: Bielefelder Wissenschaftspreis
- 2016: Bayerischer Maximiliansorden für Wissenschaft und Kunst
- 2017: Mitglied der American Philosophical Society
- 2018: Dan-David-Preis
- 2018: Korrespondierendes Mitglied der Österreichischen Akademie der Wissenschaften
- 2019: Österreichisches Ehrenzeichen für Wissenschaft und Kunst[11]
- 2020: A.H.-Heineken-Preis für Geschichte
- 2020: Gerda Henkel Preis
- 2024: Balzan-Preis[12]
- 2025: Mitglied der Academia Europaea

## Schriften (Auswahl)
- Die Quantifizierung der weiblichen Intelligenz. In: Renate Tobies (Hrsg.): „Aller Männerkultur zum Trotz“. Frauen in Mathematik und Naturwissenschaften. Campus, Frankfurt a. M. / New York 1997, ISBN 3-593-35749-6, S. 69 ff. (eingeschränkte Vorschau in der Google-Buchsuche).
- mit Katharine Park: Wonders and the order of nature. 1150–1750. Zone Books, New York NY 1998, ISBN 978-0-942299-91-5.
  - deutsche Ausgabe: Wunder und die Ordnung der Natur 1150–1750. Eichborn, Berlin u. a. 2002, ISBN 3-8218-1633-3.
- mit Peter Galison: Objectivity. Zone Books, New York NY 2007, ISBN 978-1-890951-78-8.
  - deutsche Ausgabe: Objektivität. Suhrkamp, Frankfurt am Main 2007, ISBN 978-3-518-58486-6 (Neuausgabe Berlin 2024, ISBN 978-3-518-30058-9).
- mit Paul Erickson et al.: How Reason Almost Lost Its Mind. The Strange Career of Cold War Rationality, University of Chicago Press, Chicago IL, 2013, ISBN 978-0-226-04663-1.
- Gegen die Natur, Matthes & Seitz, Berlin 2018, ISBN 978-3-95757-613-2.
  - englische Ausgabe: Against Nature, MIT Press 2019, ISBN 978-0-262-53733-9.
- Rules: A Short History of What We Live By, Princeton University Press, Princeton, 2022, ISBN 978-0-691-15698-9.
  - deutsche Ausgabe: Regeln. Eine kurze Geschichte. Aus dem Amerikanischen von Michael Bischoff. Suhrkamp, Berlin 2023, ISBN 978-3-518-58804-8.
- Rivals: How Scientists Learned to Cooperate. Columbia Global Reports, Columbia, 2023, ISBN 979-8-987-05356-0.

### Als Herausgeberin
- mit Gregg Mitman: Thinking with animals. New perspectives on anthropomorphism. Columbia University Press, New York NY u. a. 2005, ISBN 0-231-13038-4.
- mit Katharine Park: Early modern science (= The Cambridge history of science. Band 3). Cambridge University Press, Cambridge u. a. 2006, ISBN 0-521-57244-4.
- mit Christoph Engel: Is there value in inconsistency? (= Common Goods. Band 15). Nomos, Baden-Baden 2006, ISBN 3-8329-2143-5.
- mit Elizabeth Lunbeck: Histories of Scientific Observation. University of Chicago Press, Chicago IL u. a. 2011, ISBN 978-0-226-13678-3.
- (Hrsg.): Science in the Archives. Pasts, Presents, Futures, Chicago 2017: University of Chicago Press, ISBN 978-0-226-43236-6.[13]

## Videos
- Video zu Lorraine Dastons Forschung (Latest Thinking)
- Gast (mit Bernhard Pörksen) der Sendung „Fakes & Fakten“ mit Gert Scobel vom 31. August 2017 (57 min; verfügbar bis 1. September 2022)